# TV Uster Handball
Der TV Uster Handball (Eigenbezeichnung: Red Dragons Uster), kurz TV Uster, ist ein schweizerischer Handballclub aus Uster im Kanton Zürich. Die 1. Männer-Mannschaft spielt (zurzeit als Spielvereinigung mit dem TV Stäfa) bereits seit vielen Jahren in der 1. Liga, der dritthöchsten Spielklasse des Schweizerischen Handball-Verbandes, und belegt dort regelmässig das Mittelfeld. Die 1. Frauen-Mannschaft spielt seit dem Aufstieg in der Saison 2023/24 in der SPL 2, der zweithöchsten Spielklasse. Mit rund 140 Aktivmitgliedern, 170 Juniorinnen und Junioren, 16 Gönnern, 40 Passivmitgliedern und einer Donatorenvereinigung von weiteren 30 Mitgliedern gehört der TV Uster Handball zu den grössten Handballvereinen des Kantons. Seine Heimhalle ist die Sporthalle Buchholz in Uster.

## Vereinsgeschichte
Der TV Uster wurde 1861 gegründet. Die verschiedenen Riegen wie Handball, Volleyball und Leichtathletik waren im TV Uster zusammengefasst. Seit dem 1. Juli 2001 ist der TV Uster Handball ein selbständiger Verein. Er hat sich in den letzten Jahren dank einer kontinuierlichen Aufbauarbeit zu einem erfolgreichen Sportverein entwickelt.

## Erfolge
In den Saisons 2001/02, 2002/03, 2003/04, 2009/10 und 2016/17 erreichte das 1. Männerteam jeweils die Aufstiegsrunde der 1. Liga. In den beiden Saisons 2002/03 und 2016/17 kam es dabei noch einen Schritt näher an den Aufstieg in die Nationalliga B. In der Entscheidungsrunde scheiterte es 2002/03 am HC Dietikon-Urdorf und 2016/17 am HS Biel.
Weitere Erfolge feierte die Mannschaft zudem im Schweizer Cup. In den Saisons 2001/02, 2010/11, 2017/18, 2018/19 und 2020/21 erreichte sie jeweils den Achtelfinal. 

## 1. Männer-Mannschaft

### Kader für die Saison 2024/25
| Nr.               | Nationalität | Name                 | Alter | Grösse |
| ----------------- | ------------ | -------------------- | ----- | ------ |
| Torhüter          |              |                      |       |        |
| 01                | Schweiz      | Rakesh Sherpa        | 28    | 1,93 m |
| 16                | Schweiz      | Thomas Maag          | 41    | 1,83 m |
| 42                | Portugal     | Alexandre Ramos      | 21    | 1,73 m |
| 60                | Schweiz      | Marc Horsch          |       |        |
| Feldspieler       |              |                      |       |        |
| 02                | Schweiz      | Simon Gayle          | 26    |        |
| 03                | Schweiz      | Janis Basler         | 19    | 1,93 m |
| 04                | Schweiz      | Nicolas Kleisner     | 26    | 1,73 m |
| 05                | Schweiz      | Jomil Segales Föllmi | 19    | 1,91 m |
| 10                | Schweiz      | Emanuel Berli        | 20    | 1,89 m |
| 11                | Schweiz      | Martin Hildenbrand   | 28    | 1,73 m |
| 13                | Schweiz      | Gian Güntensperger   | 19    | 1,78 m |
| 14                | Schweiz      | Nils Passen          | 18    |        |
| 15                | Schweiz      | Jonas Konzelmann     | 21    |        |
| 17                | Schweiz      | Lukas Hartmann       | 19    |        |
| 18                | Schweiz      | Andrin Eichholzer    | 23    | 1,94 m |
| 19                | Schweiz      | Gian Spörndli        | 19    | 1,88 m |
| 21                | Schweiz      | Patrick Zollinger    | 23    | 1,83 m |
| 23                | Schweiz      | Simon Pellegrini     | 25    |        |
| 24                | Schweiz      | Yannik Petrig        | 18    | 1,82 m |
| 29                | Schweiz      | Dionys Domeisen      | 26    | 1,72 m |
| 31                | Schweiz      | Marius Rhode         | 20    |        |
| 33                | Schweiz      | Kenneth Tan          | 35    | 1,78 m |
| 43                | Schweiz      | Jonas Kauflin        | 20    | 1,87 m |
| 77                | Schweiz      | Fabian Prause        | 19    | 1,94 m |
| Erweitertes Kader |              |                      |       |        |
| 07                | Schweiz      | Baldin Rhode         |       |        |
| 09                | Schweiz      | Noah Grünig          |       |        |
| 20                | Schweiz      | Gianluca Etter       |       |        |
| 23                | Schweiz      | Justin Dejung        |       |        |
| 44                | Schweiz      | Livio Stenz          |       |        |
| Staff             |              |                      |       |        |
|                   | Schweiz      | Romeo Garcia         | 63    | 1,76 m |
|                   | Schweiz      | Rolf Schärer         | 47    | 1,73 m |
|                   | Schweiz      | Jürg Furrer          | 59    | 1,91 m |
|                   | Schweiz      | Beat Pellegrini      | 58    |        |

## Teams

### Männer
- 1. Liga (SG Uster/Stäfa)
- 2. Liga

### Frauen
- SPL 2
- 3. Liga

### Junioren
- U19 Promotion (SG Uster/Volketswil)
- U17 Promotion S1 (SG Volketswil/RD Uster)
- U15 Promotion S1 (SG Uster/Volketswil)
- U13 Promotion S1 (SG Uster/Volketswil)
- U11
- U9
- U7

### Juniorinnen
- U18 Inter (SG Uster/Volki/Oberland/SGZ-O)
- U16 Inter (SG Uster/Volki/Oberland/SGZ-O)
- U14 Inter (SG Uster/Volki/Oberland)
- U14 Promotion (SG Volketswil/RD Uster)

## Bekannte ehemalige Spieler
- Gianluca Schaub
- Nicola Brunner
- Roger Bleuler
- Christian Vernier
- Louis Barth
- Tim Jud
- Kevin Jud
- Simon Schelling
- Pedrag Milicic
- Fabian Pellegrini
- Iwan Ursic
- Francesco Ardielli
- Damien Guignet
- Kenneth Tan
- Rakesh Sherpa
- Dionys Domeisen